# Большая Раковица
Больша́я Ра́ковица (бел. Вялікая Ракавіца) — деревня в Брестском районе Брестской области Белоруссии. Входит в состав Мотыкальского сельсовета. Население — 43 человека (2019).

## География
Деревня Большая Раковица расположена в 17 км к северо-западу от центра города Брест и в 4 км к северу от границы с Польшей, которая здесь проходит по реке Западный Буг. Рядом находится деревня Малая Раковица. Местность принадлежит бассейну Вислы, по южной окраине деревни протекает небольшая река Сорока со стоком в Мотыкальский канал, а оттуда в Западный Буг. На реке образованы рыбоводческие пруды. Местные дороги ведут в Теребунь, Малые Щитники, Большие Мотыкалы и Вельямовичи. В трёх километрах от деревни находится ж/д платформа Щитники (линия Белосток — Брест).

## История

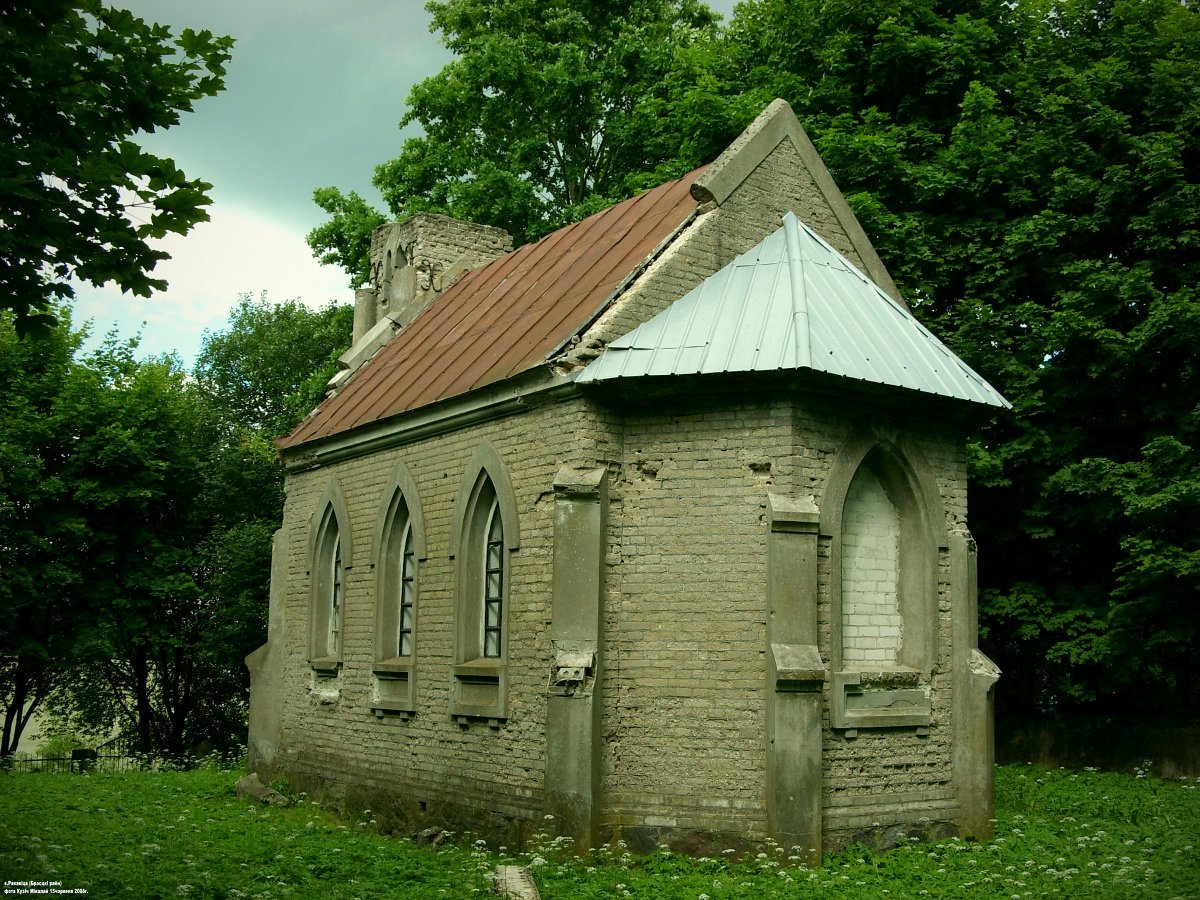
Часовня-усыпальница рода Толлочко

Первое упоминание относится к 1524 году. Первоначально деревня, видимо, была королевским владением, затем принадлежала Романовичам, Соколам и князьям Шуйским. С середины XVI века — в Берестейском воеводстве Великого княжества Литовского. В соседней деревне Теребунь Шуйские построили униатскую церковь.
В 1740 году наследница князя Шуйского вышла замуж за стольника Великого княжества Литовского Петра Толлочко, роду Толлочко имение принадлежало на протяжении последующих 200 лет, вплоть до Второй мировой войны
После третьего раздела Речи Посполитой (1795) в составе Российской империи, с 1801 года — в Гродненской губернии.
В XIX веке Толлочко выстроили в Раковице дворянскую усадьбу с парком, в состав которой помимо усадебного дома входила часовня-усыпальница (сохранилась). Последним владельцем усадьбы был Теодор Толлочко.
По переписи 1897 года в деревне 21 двор, хлебозапасный магазин, кузница, ветряная мельница.
В 1905 году — деревня Мотыкальской волости Брестского уезда; в имении неподалеку от деревни проживало 20 жителей.
В Первую мировую войну с 1915 года деревня была оккупирована германскими войсками. Согласно Рижскому мирному договору (1921) вошла в состав межвоенной Польши, где принадлежала гмине Мотыкалы Брестского повета Полесского воеводства. В этом году деревня насчитывала 19 дворов. С 1939 года в составе БССР.

## Достопримечательности

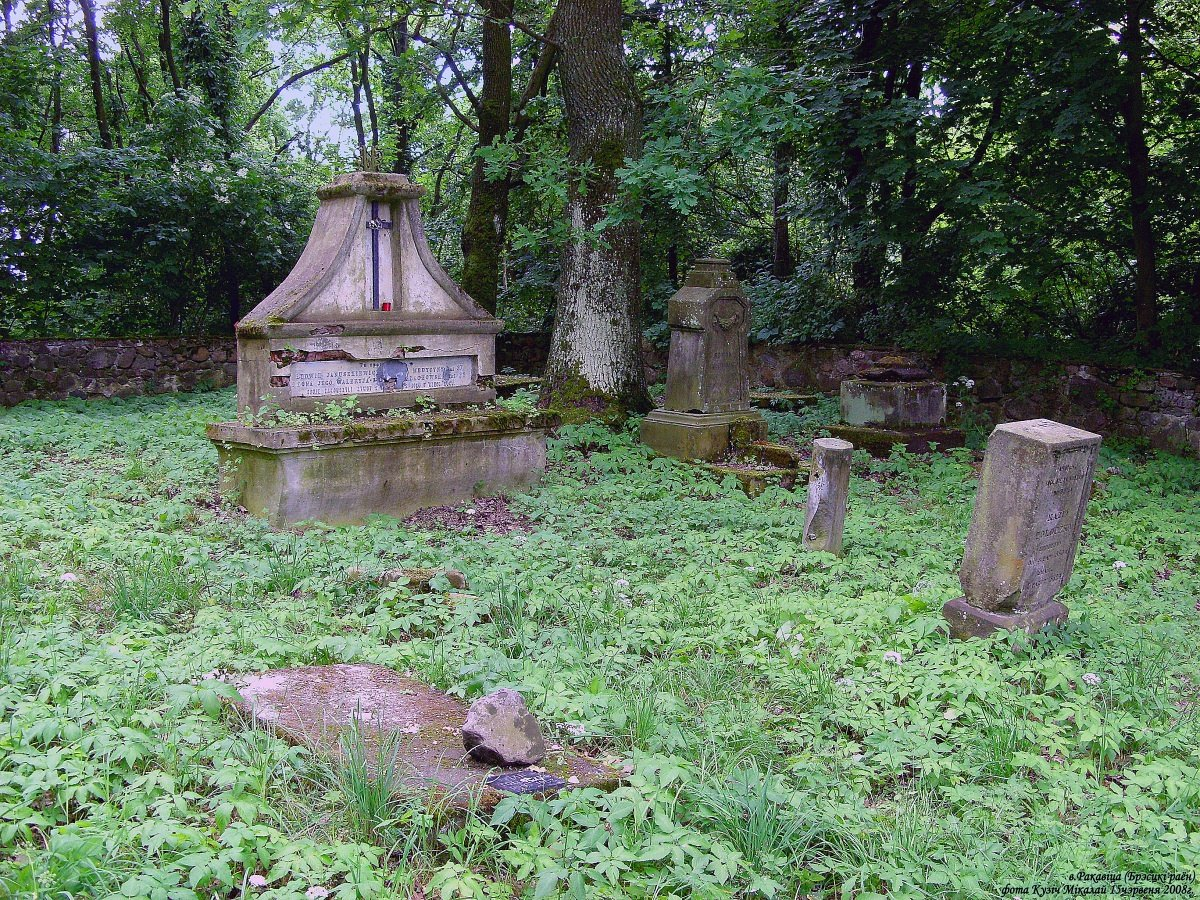
Фамильные могилы Толлочко

- Бывшая усадьба Толлочко (конец XIX — начало XX века). Единственное сохранившееся здание — часовня-усыпальница ( Историко-культурная ценность Республики Беларусь, шифр 113Г000753). Помимо неё сохранились старинные могилы представителей рода Толлочко рядом с часовней и фрагменты парка.